# Grabówek (Zaborowo)
Grabówek – kolonia wsi Zaborowo, w Polsce położona w województwie podlaskim, w powiecie kolneńskim, w gminie Stawiski.
Przez miejscowość przepływa rzeka Mogilna, która później uchodzi do Dzierzbii.

## Historia
Wieś zasiedlona 2 osadnikami na 35 morgach ziemi powstała na przełomie XVIII/XIX wieku. Wówczas nazywana była Grabowo Małe-Piardy.
Dawniej wieś i folwark.
W latach 1921–1939 wieś i folwark leżał w województwie białostockim, w powiecie kolneńskim (od 1932 w powiecie łomżyńskim), w gminie Stawiski.
Według Powszechnego Spisu Ludności z 1921 roku zamieszkiwało:
- wieś – 32 osoby w 4 budynkach mieszkalnych
- folwark – 23 osoby w 2 budynkach mieszkalnych[5].

Miejscowość należała do rzymskokatolickiej parafii św. Wojciecha Biskupa i Męczennika w Porytem. Podlegała pod Sąd Grodzki w Stawiskach i Okręgowy w Łomży; właściwy urząd pocztowy mieścił się w m. Stawiski.
W wyniku napaści ZSRR na Polskę we wrześniu 1939 wieś znalazła się pod okupacją sowiecką. W październiku 1939 roku weszła w skład Zachodniej Białorusi – a 2 listopada została włączona do Białoruskiej SRR. 4 grudnia 1939 włączona do nowo utworzonego obwodu białostockiego. Od czerwca 1941 roku pod okupacją niemiecką. Od 22 lipca 1941 do wyzwolenia w styczniu 1945 włączona w skład Landkreis Lomscha, Bezirk Bialystok III Rzeszy.
W latach 1975–1998 miejscowość należała administracyjnie do województwa łomżyńskiego.